# Nikolai Demidov
Nikolai Demidov (em russo:  Николай Васильевич Демидов) (pronúncia russa: [nʲɪkɐˈlaj vɐˈsʲilʲjɪvʲɪt͡ɕ dʲɪˈmʲidəf]) (1884–1953) foi um teatrólogo russo. Demidov foi um dos três primeiros professores do sistema Stanislavski, treinado e oficialmente reconhecido por Konstantin Stanislavski.